# Osvaldo Ardizzone
Osvaldo Bramante (La Boca, Buenos Aires, 10 de noviembre de 1919 - Buenos Aires, 8 de enero de 1987), más conocido como Osvaldo Ardizzone fue un reconocido periodista deportivo y escritor argentino.

## Biografía
Ardizzone nació en la porteña barriada de La Boca en 1919, sufriendo la pérdida de su padre a los 14 años.
Durante su juventud frecuentó la noche de la Calle Corrientes, en la época dorada del tango porteño, y llegaría a conocer a Aníbal Troilo, a Enrique Santos Discépolo, y a figuras futbolísticas como Adolfo Pedernera o el Charro Moreno, cuyo juego admiraba.
En 1950, al poco tiempo de mudarse a Banfield, en el Gran Buenos Aires, fallece su madre, y Ardizzone comienza a colaborar en la revista "El Gráfico", dirigida por Dante Panzeri, medio en el que trabajó hasta 1977. 
Formó parte del personal del semanario deportivo "Goles-Match", donde también escribía su columna "Juan, el hombre común".
Por esto fue invitado de la Fundación Konex para integrar el Gran Jurado de los Premios Konex 1980. 
Ardizzone fue asimismo prosecretario de redacción de la sección de deportes del diario "Tiempo Argentino", y trabajó en la "Revista Humor" y en la agencia Noticias Argentinas.

## Otras actividades
Polifacético, también incursionó en el género café-concert en 1976, llevando a cabo el espectáculo "Chau, Ventarrón", donde interpretaba poemas, monólogos y canciones propias, al igual que en "El hombre común" y "A solas con uno mismo" donde fue acompañado en voz y guitarra por Gustavo Surt, quien musicalizó varios de sus poemas. Además, en el programa de radio "La vida y el canto", conducido por Antonio Carrizo en Radio Rivadavia, donde realizaba la sección "Cartas de Osvaldo Ardizzone", reseñando la trayectoria de distintas personalidades del quehacer argentino. 
Don Osvaldo Ardizzone escribió varias aguafuertes y libros sobre tango. 

## Muerte
Falleció el 8 de enero de 1987, sus restos descansan en el Cementerio de la Chacarita de Buenos Aires.